# Isognomon alatus
Isognomon alatus är en musselart som först beskrevs av Gmelin 1791.  Isognomon alatus ingår i släktet Isognomon och familjen Isognomonidae. Inga underarter finns listade i Catalogue of Life.